# اریش هوپنر
اریش هوپنر (به آلمانی: Erich Hoepner) (۱۴ سپتامبر ۱۸۸۶–۸ اوت ۱۹۴۴) یک نظامی بلندپایه آلمانی در دوره رایش سوم بود که فرماندهی یگان‌های مختلفی را در جریان جنگ جهانی دوم بر عهده داشت.

## ورماخت
ترفیع درجات:
- فوریه ۱۹۰۶: ستوان دوم
- -----: ستوان یکم
- -----: سروان
- ۱۹۲۷: سرگرد
- ۱۹۳۲: سرهنگ دوم
- ۱۹۳۵: سرهنگ
- ۱۹۳۷: سرتیپ
- ۳۰ ژانویه ۱۹۳۸: سرلشکر
- ۱ آوریل ۱۹۳۹: سپهبد (ژنرال سواره‌نظام)
- ۱۹ ژوئیه ۱۹۴۰: ارتشبد

### جنگ جهانی دوم

#### شوروی
ارتشبد هوپنر در جریان عملیات بارباروسا، تهاجم آلمان به شوروی که از ۲۲ ژوئن سال ۱۹۴۱ آغاز شد، فرماندهی گروه زرهی ۴ از گروه ارتش شمال را بر عهده داشت. او پیش از آغاز عملیات، با نوشتن نامه‌ای به نیروهایش، جنگ با شوروی را «نبردی برای بقای مردم آلمان علیه بلشویسم یهودی» توصیف کرد. گروه زرهی تحت امر هوپنر برای عملیات تایفون، نبرد نهایی بر سر مسکو، به گروه ارتش مرکز منتقل شد و نقش مهمی در درگیری‌ها داشت. در پی شکست ورماخت در این نبرد، با صدور بدون مجوز دستور عقب‌نشینی، هوپنر از سوی هیتلر به «نافرمانی در مقابل دشمن» و «به خطر انداختن حاکمیت فرمانده عالی» متهم و از مقام خود عزل گردید.

### کودتای ۲۰ ژوئیه

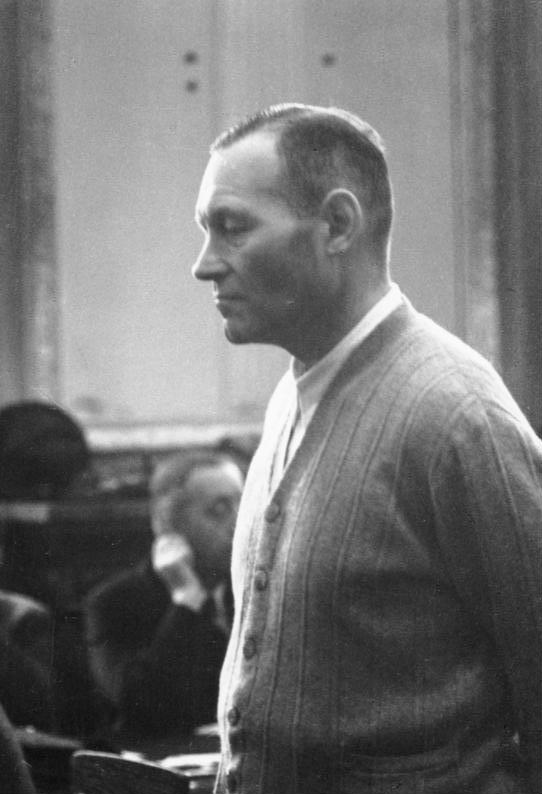
اریش هوپنر در دادگاه خلق پس از کودتای ناموفق علیه هیتلر، ژوئیه ۱۹۴۴

در پی مشارکت در اقدام ناموفق برای ترور هیتلر در جریان کودتای ۲۰ ژوئیه ۱۹۴۴، ارتشبد اریش هوپنر ماه اوت همان سال توسط اس‌اس به دار آویخته شد.